# Campionato italiano di ciclismo su strada 1952
Il Campionato italiano di ciclismo su strada 1952, quarantaduesima edizione della prova, si svolse su cinque prove dal 30 marzo al 12 ottobre 1952. La vittoria fu appannaggio di Gino Bartali, che precedette in classifica Giuseppe Minardi e Rinaldo Moresco.

## Calendario
| Data         | Prova                                          | Vincitore       | Squadra |
| ------------ | ---------------------------------------------- | --------------- | ------- |
| 30 marzo     | Giro di Toscana (1952)                         | Rinaldo Moresco | Arbos   |
| 1º maggio    | Giro dell'Emilia (1952)                        | Gino Bartali    | Bartali |
| 3 agosto     | Giro dell'Appennino (1952)                     | Giorgio Albani  | Legnano |
| 14 settembre | Giro della Provincia di Reggio Calabria (1952) | Gino Bartali    | Bartali |
| 12 ottobre   | Coppa Bernocchi (1952)                         | Primo Volpi     | Arbos   |

## Classifica
| Pos. | Corridore           | Squadra       | Punti |
| ---- | ------------------- | ------------- | ----- |
| 1    | Gino Bartali        | Bartali       | 11    |
| 2    | Giuseppe Minardi    | Legnano       | 11    |
| 3    | Rinaldo Moresco     | Arbos         | 10    |
| 4    | Danilo Barozzi      | Atala-Pirelli | 8     |
| 5    | Primo Volpi         | Arbos         | 7     |
| 6    | Luciano Maggini     | Atala-Pirelli | 5     |
| 6    | Giancarlo Astrua    | Atala-Pirelli | 5     |
| 6    | Giorgio Albani      | Legnano       | 5     |
| 6    | Fiorenzo Magni      | Ganna         | 5     |
| 10   | 5 ciclisti ex aequo | -             | 4     |